# Pedro Ponce de León (obispo)
Pedro Ponce de León (Córdoba, 1510-Jaraicejo, 1573) fue un eclesiástico español, erudito y bibliófilo, obispo de Ciudad Rodrigo y de Plasencia.

## Biografía

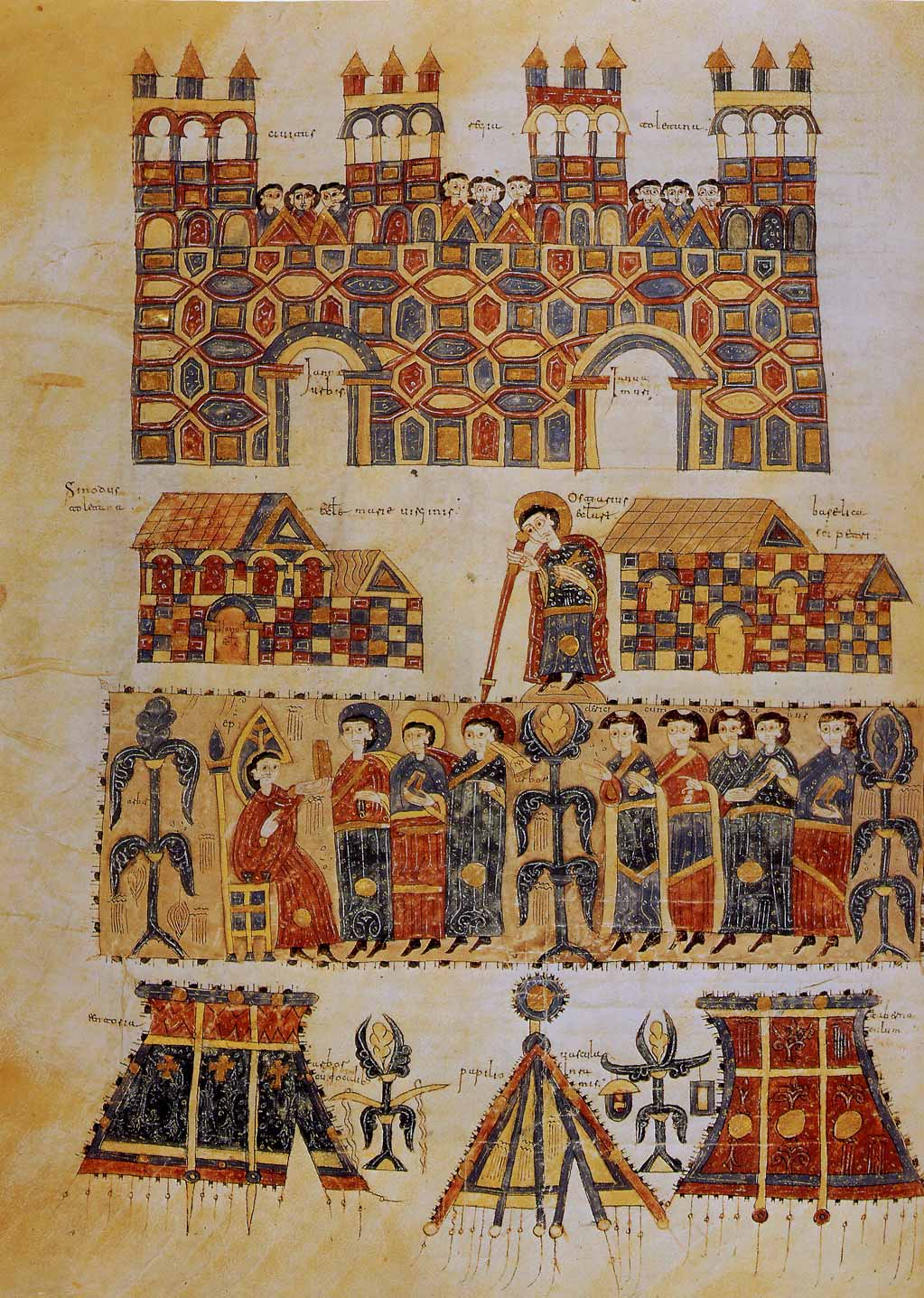
Código de los Concilios (año 992).

Hijo de don Bernardino de Córdoba y doña María Ponce de León, se licenció en la universidad de Salamanca. Su tío, don Pedro, hermano de su madre, era chantre y canónigo en la catedral de Córdoba. 
En 1546, Carlos I le nombró miembro del Consejo Supremo de la Inquisición. Fue obispo de Ciudad Rodrigo (1550-1560) y de Plasencia (1560-1573).
Asistió al Concilio de Trento. Fue nombrado Inquisidor General en diciembre de 1572, aunque falleció sin tomar posesión del cargo.
En la diócesis de Plasencia sucedió en 1560 al obispo Gutierre de Vargas y Carvajal. Continuó su labor de edificación o renovación de iglesias. Fue también, como su predecesor, un gran mecenas de las artes (arquitectura, escultura, platería, bibliofilia). 
En la ciudad de Plasencia llevó a cabo una gran remodelación del Palacio Episcopal, amplió el hospital de Santa María. Terminó las obras de varias iglesias (a veces aportando dinero de su peculio): Nuestra Señora de la Asunción de Navaconcejo, la iglesia de Valdastillas, San Juan de Saucedilla, San Martín de Trujillo, la iglesia de Zorita, la iglesia de San Juan Bautista en Berzocana y la de Santa Cecilia en Medellín (Badajoz). Encargó al platero Lorenzo Mesurado el labrado del Relicario de plata de la catedral de Plasencia (68 cm de altura y 27 en el pie), obra excelsa del manierismo bajorrenacentista. 
Fue un gran estudioso y un notable erudito en materia de manuscritos y libros antiguos. Llegó a reunir una gran biblioteca en el Palacio Episcopal de Plasencia que despertó el interés de Felipe II. El rey envió a la capital placentina al cronista Ambrosio de Morales con el objeto de adquirir obras antiguas para el fondo bibliotecario del monasterio de El Escorial. Muchos de los volúmenes de la biblioteca placentina del obispo Ponce de León pasaron a conformar la llamada Biblioteca Laurentina escurialense, entre ellos el famoso Códice de los Concilios, manuscrito del año 992 elaborado en el escritorio de San Millán de la Cogolla, junto a obras de Diego Hurtado de Mendoza, Benito Arias Montano, etc. Entregó a Ambrosio de Morales los escolios y notas del códice que el obispo le había dado sobre las obras del mártir San Eulogio para que las ilustrase, y que en última instancia Morales se encargó de publicar en 1574.

## Escudo de armas

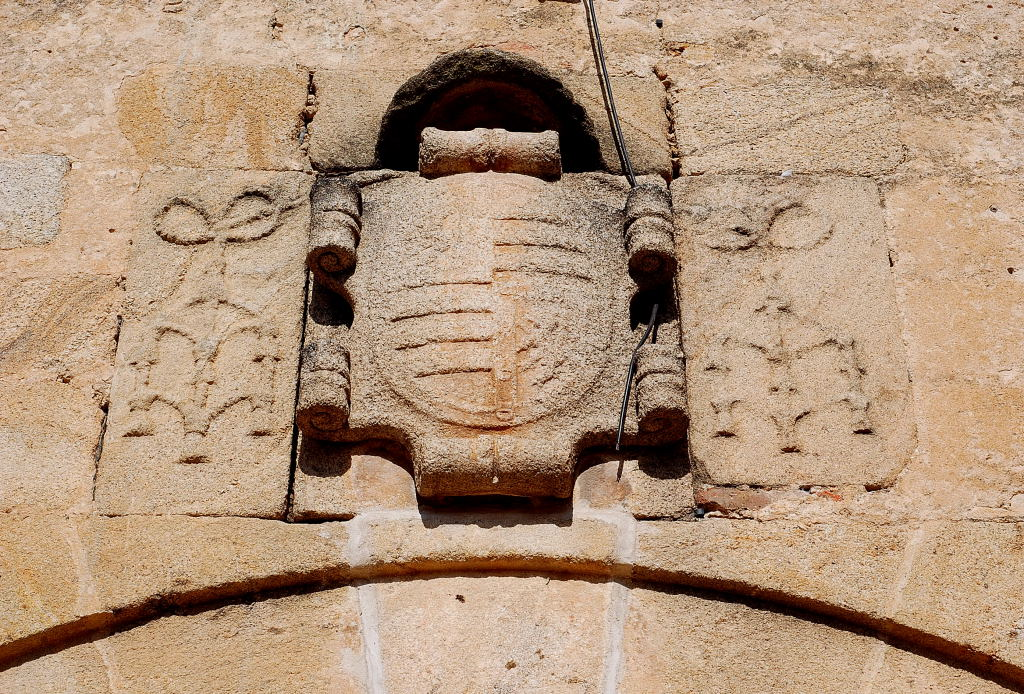
Escudo del obispo Pedro Ponce de León en la iglesia parroquial de Saucedilla (Cáceres)

Su escudo episcopal "trae por armas un campo cuartelado en cruz: 1º y 4º, Córdoba -de oro, tres fajas de gules-, 2º y 3º, Ponce de León -de León, partido de Aragón; bordura de azur, cargada con ocho escusones de oro con una banda de azur, del linaje Vidaurre".